# Géothermie de minime importance
Pour les articles homonymes, voir GMI.
La géothermie de minime importance (GMI), parfois  géothermie de très basse température, est un procédé qui permet d'extraire du froid présent en sous-terrain à l'aide d'une pompe à chaleur.
Ce procédé est confidentiel en France, mais il commence à être réglementé et simplifié,.